# Provincia de Holanda Meridional
Holanda Meridional (/ˈzœy̆t ˈɦɔlɐnt/ⓘ en neerlandés: Zuid-Holland) u Holanda del Sur es una de las doce provincias que conforman el actual Reino de los Países Bajos. Al igual que las demás provincias, está gobernada por un comisionado o comisario designado por el monarca y una cámara legislativa elegida mediante sufragio universal. La capital es La Haya (asimismo sede del Gobierno nacional); otras ciudades importantes son Róterdam, Gouda, Dordrecht, Leiden, Delft y Zoetermeer.

## Historia
La provincia de Holanda Meridional tiene sus orígenes en el período del dominio francés desde 1795 hasta 1813. Esta fue una época de cambios en el sistema de provincias holandesas. En 1795, el antiguo orden fue barrido y se estableció la República Bátava. En la Constitución promulgada en 1798, las viejas fronteras cambiaron radicalmente. La república se reorganizó en ocho departamentos con poblaciones aproximadamente iguales. Holanda se dividió en cinco departamentos llamados Texel, Amstel, Delft, Schelde en Maas y Rijn. Los tres primeros estaban dentro de las fronteras de la vieja Holanda; los dos últimos estaban formados por partes de diferentes provincias. En 1801 se restauraron las viejas fronteras cuando se creó el departamento de Holanda.
En 1807, Holanda fue reorganizada. Esta vez los dos departamentos se llamaron "Amstelland" (correspondiente a la provincia moderna de Holanda Septentrional) y "Maasland" (correspondiente a la provincia moderna de Holanda Meridional). En 1810, todas las provincias holandesas se integraron al Imperio francés. Amstelland y Utrecht se fusionaron como el departamento de Zuyderzée y Maasland pasó a llamarse "Monden van de Maas" (Bouches-de-la-Meuse en francés).
Después de la derrota de los franceses en 1813, esta organización se mantuvo sin cambios durante un año más o menos. Cuando se introdujo la Constitución de 1814, el país se reorganizó como provincias y regiones (landchappen). Zuiderzee y Monden van de Maas se reunieron como la provincia de "Holanda".
Las provincias de Holanda Septentrional y Holanda Meridional nacieron en 1840 de la división de la antigua provincia de Holanda. En 1940 cedió las islas de Vlieland y Terschelling a la provincia de Frisia. En 1950, la antigua isla de Urk se cedió a la provincia de Overijssel. En la época de las Provincias Unidas, la provincia de Holanda recibía el nombre de Holanda y Frisia Occidental, en referencia a la conquista de esa parte de Frisia en la Edad Media. El escudo de Holanda Septentrional aún consiste en las armas de Holanda y Frisia combinadas.

## División municipal
Holanda Meridional está dividida en 52 municipios (2019):
| - Alblasserdam - Albrandswaard - Alphen aan den Rijn - Barendrecht - Bodegraven-Reeuwijk - Brielle - Capelle aan den IJssel - Delft - Dordrecht - Goeree-Overflakkee - Gorcum (Gorinchem) | - Gouda - Hardinxveld-Giessendam - Hellevoetsluis - Hendrik-Ido-Ambacht - Hillegom - Hoeksche Waard - Kaag en Braassem - Katwijk - Krimpen aan den IJssel - Krimpenerwaard - La Haya (Den Haag) | - Lansingerland - Leiden - Leiderdorp - Leidschendam-Voorburg - Lisse - Maassluis - Midden-Delfland - Molenlanden - Nieuwkoop - Nissewaard | - Noordwijk - Oegstgeest - Papendrecht - Pijnacker-Nootdorp - Ridderkerk - Rijswijk - Róterdam (Rotterdam) - Schiedam - Sliedrecht - Teylingen | - Vlaardingen - Voorburg - Voorschoten - Waddinxveen - Wassenaar - Westland - Westvoorne - Zoetermeer - Zoeterwoude - Zuidplas - Zwijndrecht |